# Pseudugia bistriata
Pseudugia bistriata är en fjärilsart som beskrevs av Flecther och Pierre E.L. Viette 1955. Pseudugia bistriata ingår i släktet Pseudugia och familjen nattflyn. Inga underarter finns listade.